# Mare de Déu del Prat de Figuerola d'Orcau
La Mare de Déu del Prat és una església al nucli de Figuerola d'Orcau (terme d'Isona i Conca Dellà, el Pallars Jussà) inclosa a l'Inventari del Patrimoni Arquitectònic de Catalunya.
És una antiga església de planta rectangular amb contrafort en un dels murs laterals. El portal principal, força modificat,és format per un arc rebaixat coronat per un guardapols amb teulada a doble vessant. Al damunt hi ha un òcul circular, un rellotge de sol i, sobre la teulada, un campanar d'espadanya d'un sol ull. A l'interior, la nau és coberta amb volta de llunetes sobre una cornisa força ampla, d'estil classicitzant i formada per diverses motllures. La teulada de l'església és a dues aigües, tot i que a l'extrem de la capçalera és interrompuda per un cimbori afegit posteriorment.
Capella documentada al segle xvii tot i que fou construïda al segle xviii i restaurada posteriorment. La portada originària era d'arc de mig punt adovellat, segons consta en algunes fotografies de començaments del segle xx.